# 蘇洪月嬌

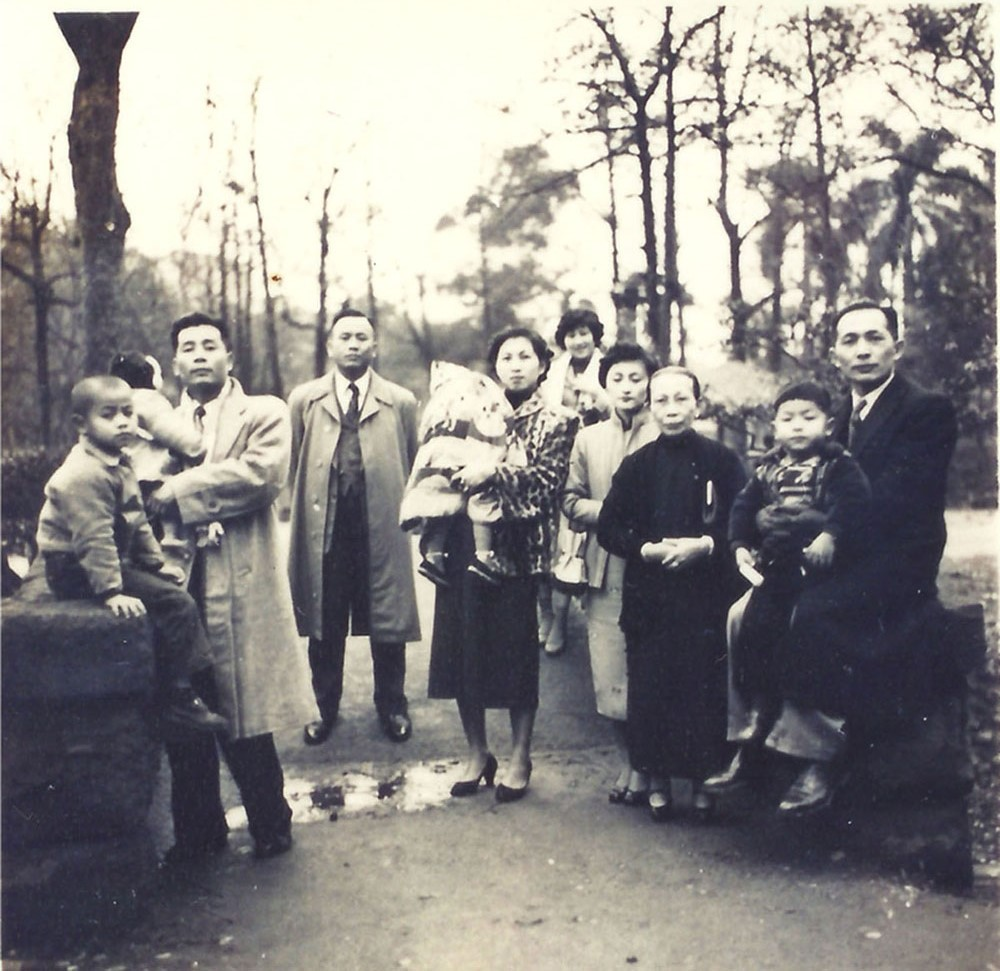
1956年，洪月嬌(中)與蘇東啟(左)等合影於臺北北投。洪月嬌所抱者則為長女蘇治洋；蘇東啟所抱者為次女蘇治芬。

蘇洪月嬌（1931年4月15日—2004年8月30日），生於日治臺灣臺南州北港郡北港街，臺灣政治人物，擔任民意代表長達三十三年，是臺灣黨外民主運動先驅。

## 從政緣由
蘇洪月嬌從嘉義女子中學畢業後於十九歲時嫁予蘇東啟，之後長期持家，之後在蘇東啟的支持之下參選，當選北港鎮民代表兩屆八年；但是1961年蘇東啟案爆發後，蘇東啟等人被國民黨政府以叛亂罪逮捕，蘇洪月嬌在警備總部的威脅之下，持續向國際社會與黨政高層「伸冤」，引發國際關切，使蘇東啟從死刑被改判為無期徒刑。但是蘇洪月嬌則被罪「知情不報」，判處有期徒刑兩年，蘇洪月嬌遂與幼子蘇治原入獄服刑。

## 出獄後
蘇洪月嬌出獄後，參與雲林縣議員選舉當選，達兩屆八年；蘇東啟出獄後，蘇洪月嬌在其夫鼓勵下，於1977年以中國青年黨黨籍參與台灣省議員選舉，以雲林縣第一高票當選，一般都認為蘇洪月嬌的高票當選是對蘇東啟的「聲援」。之後蘇洪月嬌連任四屆台灣省議員達十七年，1994年才由其女兒蘇治洋接棒。
蘇洪月嬌是黨外陣營於雲林縣的重要人物，之後蘇洪月嬌也參加民主進步黨，並且於1993年代表民進黨參選雲林縣長，但蘇洪月嬌以八千票之差敗給中國國民黨提名的實力派人物廖泉裕；1995年，蘇洪月嬌退出民進黨，參與年底的立法委員選舉，由於缺乏奧援，僅得一萬多票，落選。2000年陳水扁當選中華民國總統後，為表彰蘇洪月嬌對地方與民主的貢獻，請聘為總統府國策顧問。2004年8月30日，蘇洪月嬌逝世。

## 家族
長女蘇治洋曾任台灣省議員、國大代表。次女蘇治芬於2005年中華民國地方公職人員選舉中擊敗中國國民黨提名的立法委員許舒博，當選首位民進黨籍雲林縣長。次女婿黃武雄為國立台灣大學數學系退休教授、知名教育改革專家。